# Italie aux Jeux olympiques d'hiver de 1924

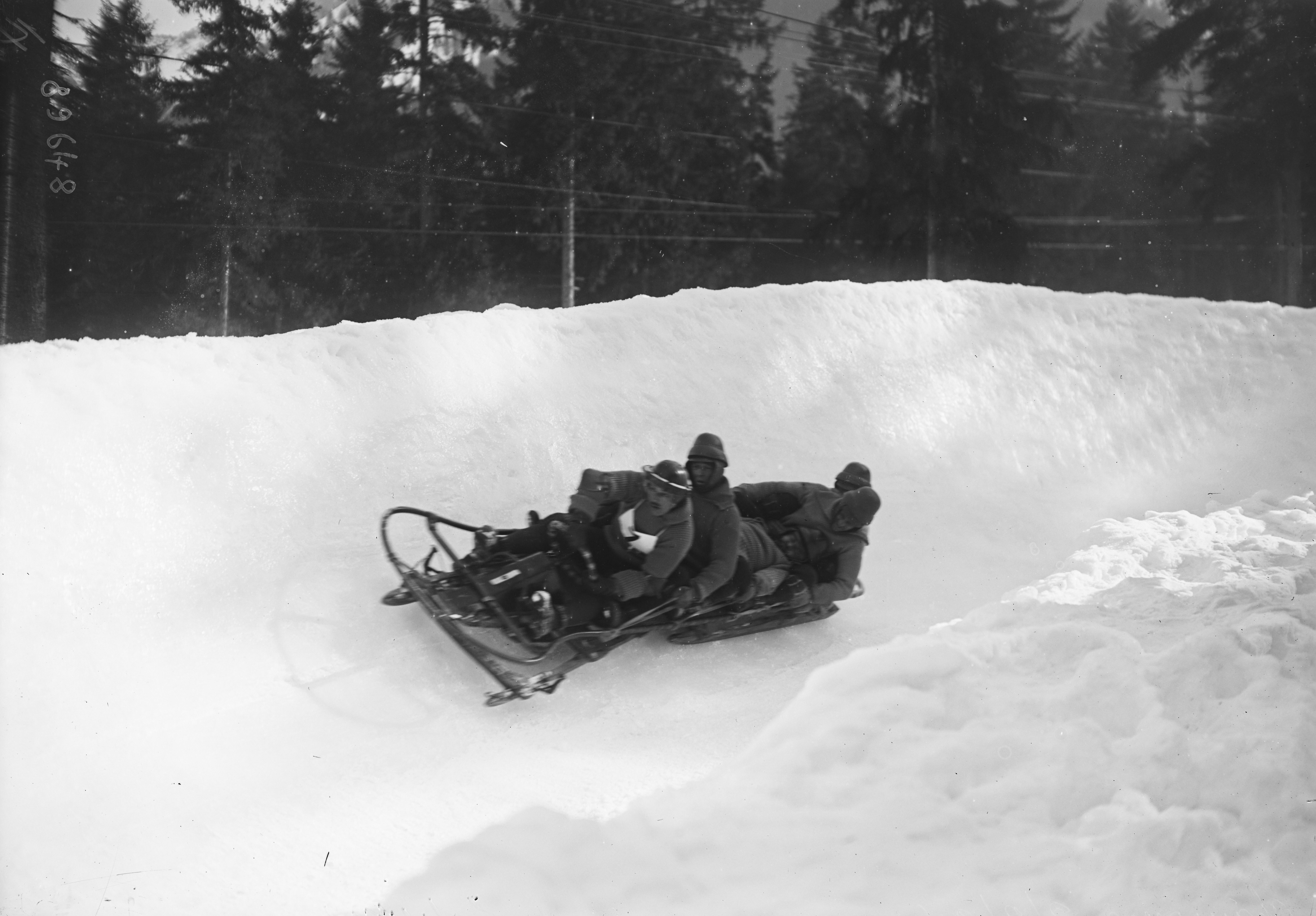
photo du bobsleigh de l'équipe Italienne durant les Jeux Olympiques d'hiver 1924

L'Italie participe aux Jeux olympiques d'hiver de 1924 à Chamonix en France du 25 janvier au 5 février 1924. Il s'agit de la première édition des Jeux d'hiver et donc également de la première participation italienne.
La délégation italienne compte vingt-trois athlètes, uniquement des hommes, qui participent aux épreuves de bobsleigh, de patrouille militaire, de saut à ski et de ski de fond. L'Italie fait partie des pays n'obtenant pas de médaille à l'issue de ces Jeux olympiques.

## Résultats

### Bobsleigh
| Athlète                                                                                 | Compétition       | Course 1      | Course 1 | Course 2      | Course 2 | Course 3      | Course 3 | Course 4      | Course 4 | Total         | Total |
| Athlète                                                                                 | Compétition       | Temps         | Rang     | Temps         | Rang     | Temps         | Rang     | Temps         | Rang     | Temps         | Rang  |
| --------------------------------------------------------------------------------------- | ----------------- | ------------- | -------- | ------------- | -------- | ------------- | -------- | ------------- | -------- | ------------- | ----- |
| Massimo Fink Paolo Herbert Lodovico Obexer Giuseppe Steiner Aloise Trenker              | Bob à cinq hommes | 1 min 53 s 00 | 6e       | 1 min 49 s 69 | 6e       | 1 min 48 s 73 | 6e       | 1 min 43 s 99 | 6e       | 7 min 15 s 41 | 6e    |
| Adolfo Bocchi Leonardo Bonzi Luigi di Borgolavezzaro Alfredo Spasciani Alberto Visconti | Bob à cinq hommes | 4 min 8 s 44  | 7e       | DNF           | DNF      | DNF           | DNF      | DNF           | DNF      | DNF           | -     |

### Patrouille militaire
| Athlètes                                              | Compétition | 30km | Tir à 250 m | Total |
| ----------------------------------------------------- | ----------- | ---- | ----------- | ----- |
| Albino Bich Piero Dente Paolo Francia Goffredo Lagger | hommes      | DNF  | -           | -     |

### Saut à ski
| Athlète       | Compétition     | Saut 1   | Saut 1 | Saut 2   | Saut 2 | Total  | Total |
| Athlète       | Compétition     | Distance | Points | Distance | Points | Points | Rang  |
| ------------- | --------------- | -------- | ------ | -------- | ------ | ------ | ----- |
| Mario Cavalla | Tremplin normal | 32,0 m   | 12.750 | 32,5 m   | 12.460 | 12.605 | 19e   |
| Luigi Faure   | Tremplin normal | 34,0 m   | 14.083 | 33,5 m   | 13.937 | 14.010 | 17e   |

### Ski de fond

#### 18km
| Athlète            | Compétition  | Temps             | Rang |
| ------------------ | ------------ | ----------------- | ---- |
| Achille Bacher     | 18 km hommes | 1 h 36 min 3 s 8  | 21e  |
| Enrico Colli       | 18 km hommes | 1 h 26 min 32 s 4 | 12e  |
| Antonio Herin      | 18 km hommes | 1 h 33 min 6 s 4  | 13e  |
| Daniele Pellissier | 18 km hommes | 1 h 33 min 45 s 2 | 15e  |

#### 50km
| Athlète          | Compétition  | Temps           | Rang |
| ---------------- | ------------ | --------------- | ---- |
| Enrico Colli     | 50 km hommes | 4 h 10 min 50 s | 9e   |
| Vincenzo Colli   | 50 km hommes | 4 h 31 min 34 s | 11e  |
| Benigno Ferrera  | 50 km hommes | 4 h 45 min 39 s | 13e  |
| Giuseppe Ghedina | 50 km hommes | 4 h 27 min 48 s | 10e  |